# Bundesautobahn 113
Pour les articles homonymes, voir A113 (homonymie).
La Bundesautobahn 113 (ou BAB 113, A113 ou Autobahn 113) est une autoroute passant par Berlin et le Brandebourg. Elle mesure 19,1 kilomètres.